# Liberalt Centrum
Liberalt Centrum var et parti, som en kreds omkring Thorkil Kristensen stiftede 10. september 1965. 
De to første politikere, der repræsenterede Liberalt Centrum i Folketinget var Niels Westerby og Børge Diderichsen, der havde brudt med Venstre i protest mod, at partiet havde lanceret et skatteudspil sammen med Det Konservative Folkeparti. 
Forud var gået en periode med splid i Venstre og dannelsen af gruppen Liberal Debat i 1960. 
Partiet opnåede fire mandater ved folketingsvalget i 1966, men havde begrænset parlamentarisk indflydelse og røg ud af Folketinget igen 2 år efter. Partiet blev opløst i 1969. Partiet benyttede partibogstavet L.
En lang række fremtrædende politikere har været medlem af Liberalt Centrum. Det gælder navne som fhv. minister Bjørn Westh (S), fhv. minister A.O. Andersen (CD), fhv. overborgmester for København Lars Engberg (S) samt Venstres folketingsmedlem Birthe Rønn Hornbech. 
Udover politikerne har tidligere overvismand Niels Kærgård været medlem af partiet. Det samme var Ekstra Bladets tidligere administrerende chefredaktør Sven Ove Gade, advokaten Jens Jordan, forfatteren og cand.phil. i nordisk litteratur, journalisten Claes Kastholm Hansen, Viborgs tidligere kommunaldirektør Jens Stigaard samt historikeren Henning Tjørnehøj. 
Partiets formand var dr.theol. og professor Bent Noack, mens landssekretær-posten i Liberalt Centrum var besat af cand. polit. Johannes Lund Petersen, der senere blev bestyrer af Toga Vinstue i København. 
Partiet Liberalisterne benyttede navnet "Liberalt Centrum" ved kommunalvalget i 2005.